# آية وإن يكاد

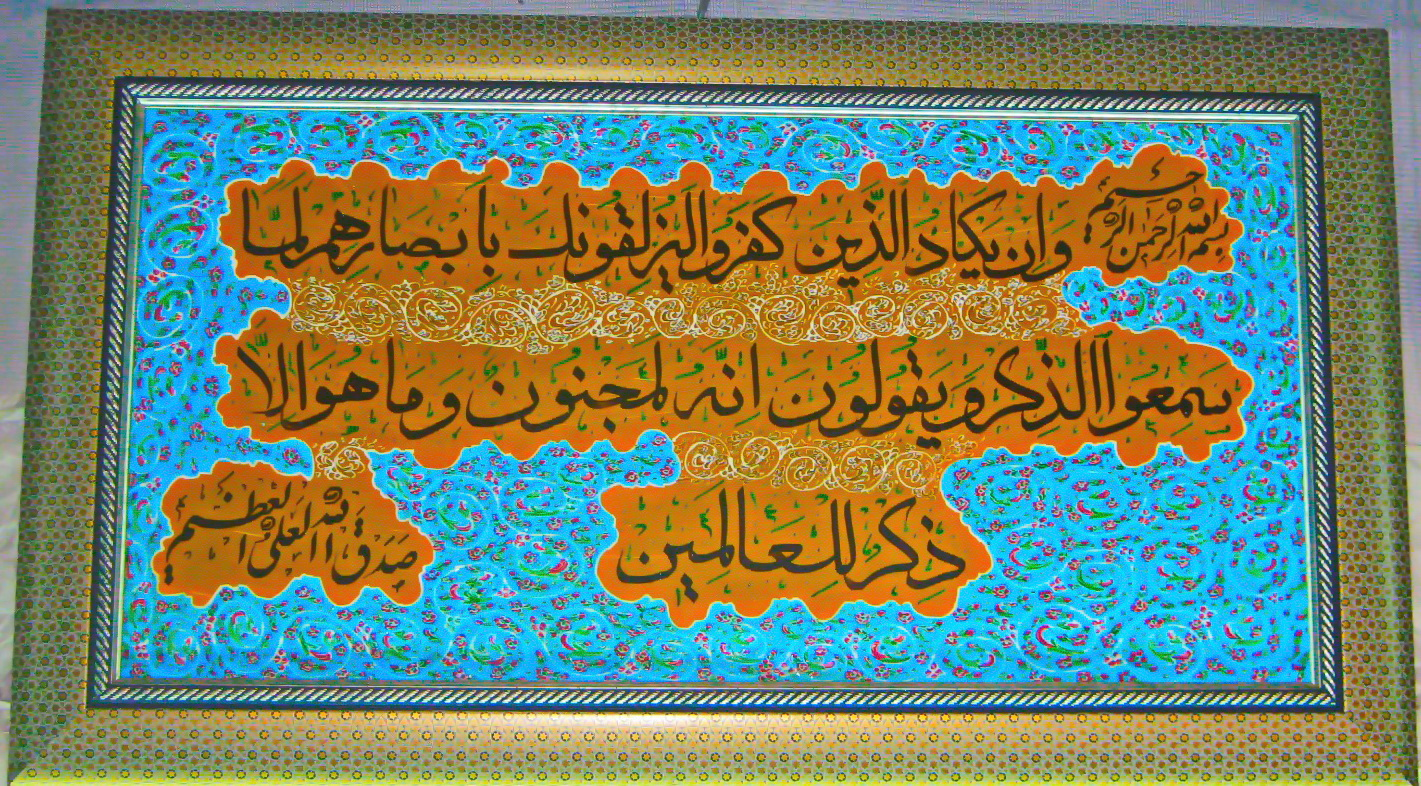
لوحة إيرانية مرسوم عليها آيتي رقم 51 و 52 من سورة القلم

آية وإن يكاد هي الآية رقم 51 و 52 من سورة القلم من جزء تبارك، الجزء التاسع والعشرين، في المصحف الشريف. وهي كالتالي:
«وَإِن يَكَادُ ٱلَّذِينَ كَفَرُوا۟ لَيُزْلِقُونَكَ بِأَبْصَٰرِهِمْ لَمَّا سَمِعُوا۟ ٱلذِّكْرَ وَيَقُولُونَ إِنَّهُۥ لَمَجْنُونٌ وَمَا هُوَ إِلَّا ذِكْرٌۭ لِّلْعَٰلَمِينَ».

## سورة القلم
جاءت الآيتان في سورة القلم، جزء تبارك، وهي سورة مكية ورقمها 68 بترتيب المصحف، وتعد السورة الثانية نزولا بعد سورة العلق، وعدد آياتها 52 آية. سميت بهذا الاسم لأن الله عز وجل أقسم في مطلع السورة بالقلم.
يعتقد المسلمون أنها نزلت للتسرية عن نبيهم محمد وأصحابه لما لقوه من تكذيب من قريش وإتهام له بالجنون، ويطمئن المسلمين بأنه يتولى حربهم ضد الكفار وإقرار قصة أصحاب الجنة وما لقوه من عذاب عند كفرهم بنعم الله.

## سياق الآية
الآية رقم 51:
الآية رقم 52:

## التفسير
اتفق جمهور علماء التفسير على معنى الآية الكريمة رقم 51 وهي غل الكفار وغضبهم تجاه الرسول صلى الله عليه وسلم وإرادهم الشر له، بل نيتهم لقتله.
يذكر تفسير الميسر شرح الآية كالتالي:
«وإن يكاد الكفار حين سمعوا القرآن ليصيبونك -أيها الرسول- بالعين؛ لبغضهم إياك، لولا وقاية الله وحمايته لك، ويقولون: -حسب أهوائهم- إنه لمجنون».
اما تفسير ابن كثير فيرى شرح الآية كالتالي:
«وقوله: (وإن يكاد الذين كفروا ليزلقونك بأبصارهم) قال ابن عباس ومجاهد وغيرهما: (ليزلقونك) لينفذونك بأبصارهم، أي: ليعينونك بأبصارهم، بمعنى: يحسدونك لبغضهم إياك لولا وقاية الله لك، وحمايته إياك منهم. وفي هذه الآية دليل على أن العين إصابتها وتأثيرها حق، بأمر الله، عز وجل، كما وردت بذلك الأحاديث المروية من طرق متعددة كثيرة».
في حين ذكر ابن قتيبة:
"ليس يريد أنهم يصيبونك بأعينهم كما يصيب العائن بعينه ما يعجبه، وإنما أراد أنهم ينظرون إليك إذا قرأت القرآن نظرا شديدا بالعداوة والبغضاء، يكاد يسقطك.
أما خاتمة السورة الآية رقم 52، يقول عنها الإمام القرطبي في تفسيره:
"قوله تعالى: وما هو إلا ذكر للعالمين أي وما القرآن إلا ذكر للعالمين. وقيل: أي وما محمد إلا ذكر للعالمين يتذكرون به. وقيل: معناه شرف، أي القرآن.

## وصلات خارجية
- سورة القلم: تجويد-تفسير